# Nipl Stefánia Uszoda
A Nipl Stefánia Uszoda Dorog város sportuszodája és fürdője, amely mobil tetőszerkezete által szabadtéri és fedett sportlétesítményként egyaránt működik. A városon belül az Iskola és a Köztársaság út által határolt területen, a Buzánszky Jenő Stadion közvetlen szomszédságában található. Tulajdonosa a Dorogi Szénmedence Sportjáért Közalapítvány, üzemeltetője pedig a Dorog Város Egyesített Sportintézménye.

## Története
Az eredeti uszoda 1923-ban, a sporttelep északkeleti szögletében épült a dorogi sporttelep bővítési programjának keretén belül, amely sportuszodaként való működtetése mellett fürdőzési célokat is szolgált. Fő tervezője Gáthy Zoltán volt. Célja az úszósport kifejlődésének elősegítése Dorogon, valamint a helybeliek fürdőzési lehetőségének kulturált keretek között való biztosítása volt. Az uszoda különlegessége, hogy a vidéki települések közül Dorogon létesült először sportuszoda. A kivitelezésben és a fenntartásban számos helybeli önkéntes vett részt.
A létesítményben elsőként két medence – egy 50 méteres és egy 25 méteres – volt, valamint öltözőkabinok, napozóterasz és büfé. A nagyméretű versenymedencéhez fedett lelátó és műugrótorony is tartozott, az uszoda szabadon lévő területeit parkosították. Az impozáns és a maga nemében egyedülálló uszoda a Dorogi AC 1928-ban alakult úszó-szakosztályának a bázisa volt, az úszók és műugrók edzéseinek és versenyeinek színhelye. Az 1930-as évektől gyakran érkeztek neves úszók is ide felkészülésüket tartani. Az egyik ilyen híres vendég Csik Ferenc olimpia bajnok úszó volt. A dorogi egyesület tagjai közül Nipl Stefánia olimpiai-kerettag, többszörös országos bajnok úszó és Márványi Károly műugró bajnok emelkedett ki a legjobban. A létesítmény korai időszakában a legendás úszómester Nyírfalvi Ferenc volt. Az uszoda adott otthont az 1936-os berlini olimpia válogató versenyének.
A második világháború kíméletlen pusztítása gyakorlatilag megsemmisítette az uszodát, amelynek helyreállítása 1949-ben történt, azonban eredeti szépségét már soha sem tudták visszaadni. A megújult uszodában 1950-től újra virágzott az úszósport. Idővel azonban egyre nagyobb igény mutatkozott a fedett uszodára, tekintve a téli időszakban szünetelni kényszerült az úszóélet. Számos tervet követően 1971-re egy átfogó sporttelepi rekonstrukció és fejlesztés keretén belül készült volna el a fedett uszoda lelátókkal és minden fontos tartozékkal egyetemben, azonban politikai nyomásra a nagyszabású terv meghiúsult. Pedig a dorogi úszósport olyan kiválóságokkal büszkélkedhetett, mint Kádasi Ferenc, Balogh György, Szendrő Miklós, vagy az olimpikon Lázár Péter. A tervezett fedett uszoda megépülésének elmaradása ellenére történtek felújítások az uszodában, azonban ezek inkább csak a fürdőzők szempontjából voltak örömteliek, az úszó-szakosztály számára nem jelentett érdemi változást és 1980-ban megszűnni kényszerültek. Az uszoda városi strandként működött a Dorogi AC, illetve a Dorogi Bányász SC fenntartásában. A sportolók és a lakosság fürdőzése mellett szervezett profilként az úszásoktatás maradt meg. Maga az egykori úszólegenda, Nipl Stefánia is foglalkozott úszásoktatással. Menet közben négy medencésre bővült az uszoda. Az eredeti sportmedencék mellett két kisebb, sekélyvízű is létesült. A kedvelt napozóterasz mellett kis játszótér, csemegebolt és a lángosos tartozott az uszodához.
1998-ban a város újabb erőfeszítéseket tett a fedett uszoda felépítéséért. A neves építészmérnök, Makovecz Imre tervezte a minden igényt kielégítő leendő új uszodát, amely egyben egy sport- és szabadidőközpont is lett volna.
Az új, hatalmas épületbe lett volna beépítve a meglévő tekepálya is, amelyet négysávos automata pályára bővítettek volna. Ezen kívül étterem és játékterem is helyet kapott volna benne. A politika azonban ezúttal is közbeszólt, így a tervek nem valósulhattak meg. Az időközben egyre jobban tönkrement uszoda nem kerülhette el a sorsát és az 1990-es évek végén bezárták, majd szanálásra került. Részben egykori helyén épült a villanyfényes műfüves labdarúgó edzőpálya 2002-ben.
A város azonban továbbra is következetesen törekedett az új uszoda felépítésére, míg 2006-ban sikeresen vett részt egy uniós pályázaton. Így végül 2006-ban megkezdődhetett az építkezés, amely a helyi önrésszel és a ROP-támogatással valósult meg. A teljes bekerülési költség áfával 1 097 000 000 Ft volt, amelyből az uniós támogatás 820 800 500 Ft, a magyar kormányzati hozzájárulás 164 199 500 Ft, míg a város saját hozzájárulása 112 000 000 Ft. Első körben a tereprendezés keretein belül a beépítésre kívánt telken lévő Festékház és fagylaltozó elköltözött, épületeiket pedig lebontották. Az új uszoda, az egykori uszoda helyén, két medencével (25×16 méteres és egy 16×8 méteres) egy központi épülettömbbel, kabinokkal, napozóterasszal és mobil tetőszerkezettel készült. A speciális tetőzet lehetővé teszi nyári időszakban a szabadtéri használatot, télen pedig fedett uszodaként működik. A kivitelező a T-Brass Építőipari és Kereskedelmi Kft. volt.
Az elkészült új uszoda névadójaként felmerült Nipl Stefánia neve, végül Dorog Városi Uszoda néven 2007. május 12-én ünnepélyes keretek között történt meg az átadása. Az átadással szinte egyidőben újra alakult az úszó-szakosztály, amely hamarosan a vízilabda-oktatással is kiegészült. A létesítmény üzemeltetője 2007 és 2012 között a Dorogi Városüzemeltetési kht., 2012. április 1-je óta a Dorog Város Egyesített Sportintézménye. A korábbi tradícióknak megfelelően az uszoda sportuszoda, egyben fürdő is, amelyet bárki igénybe vehet. Az uszoda nyújtotta szolgáltatások közé tartozik wellness, büfé és a nyári időszakban a szabadtéri röplabdapálya. A kétszintes központi épület esztétikus aulával büszkélkedhet, amelyet Végh Éva dorogi festőművész alkotásai díszítenek. Az uszoda bérlője az Új-Hullám Úszó- és Vízilabda Iskola. A létesítmény gyakran ad otthont úszóversenyeknek és vízilabdamérkőzéseknek. 2012 nyarán a londoni olimpián részt vevő magyar úszó olimpikonok voltak az uszoda vendégei. Az aulát Végh Éva dorogi festőművész alkotásai díszítik, amelyet a művésznő személyesen adományozott a létesítmény részére.

## Az uszoda névadója

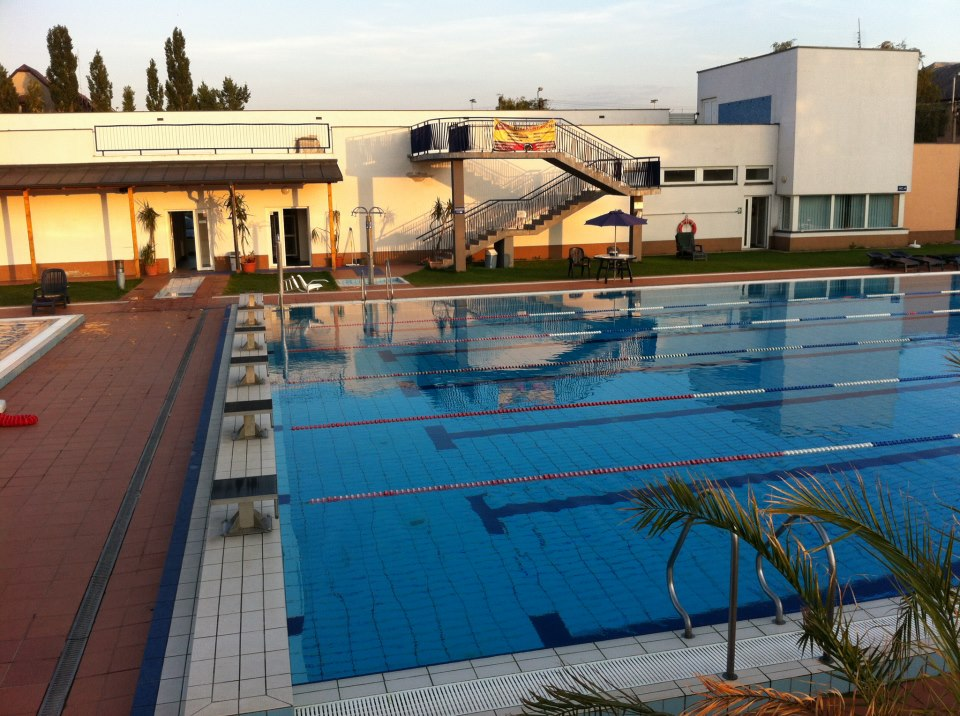
A versenymedence

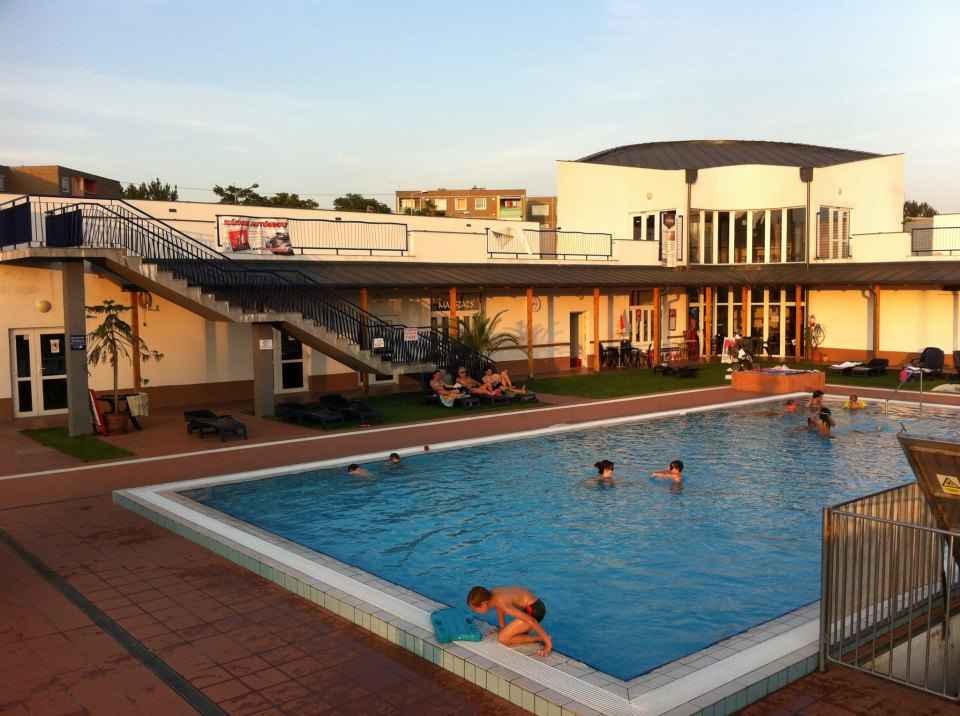
Gyerekmedence

A dorogi sport centenáriumi évében ismét előtérbe került a létesítmény névadója, amely alapján az eredeti terveknek megfelelően az egykori kiválóság, a dorogi úszó sport egyik legkiemelkedőbb alakja, a többszörös országos bajnok és válogatott Nipl Stefánia nevét vette fel az uszoda. A hivatalos ünnepi ceremóniát a Magyar Úszás Napjára időzítették, amelyre 2014. június 21-én került sor. Az uszodában egész napos program tette színessé az eseményt, ahol olyan illusztris vendégek is a tiszteletüket tették, mint Steinmetz Ádám olimpia bajnok vízilabdázó.  Tittmann János dorogi polgármester ünnepi beszédében külön kiemelte a létesítmény népszerűségét és büszkén számolt be arról, hogy a 2007-es újra nyitás óta a 13 ezer lelkes kisváros uszodáját több, mint fél millióan keresték fel eddig. Az ünnepséggel és a névadóval egybekötött Aquatics napi program levezetője a népszerű rádiós és rockzenész, Abaházi Csaba volt.

### A létesítmény névváltozásai
- DAC uszoda (1923-1976)
- Dorogi Strandfürdő (1976-2000)
- Dorog Városi Uszoda (2007-2014)
- Nipl Stefánia Uszoda (2014- napjainkig)

## Galéria

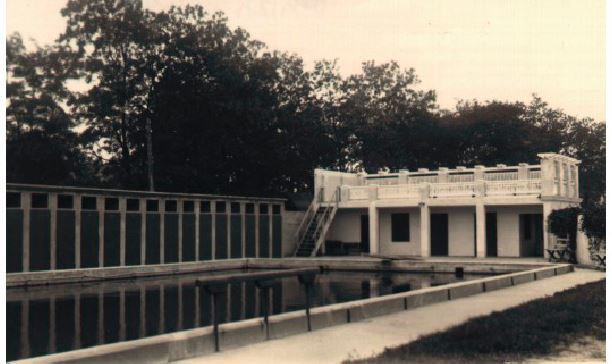
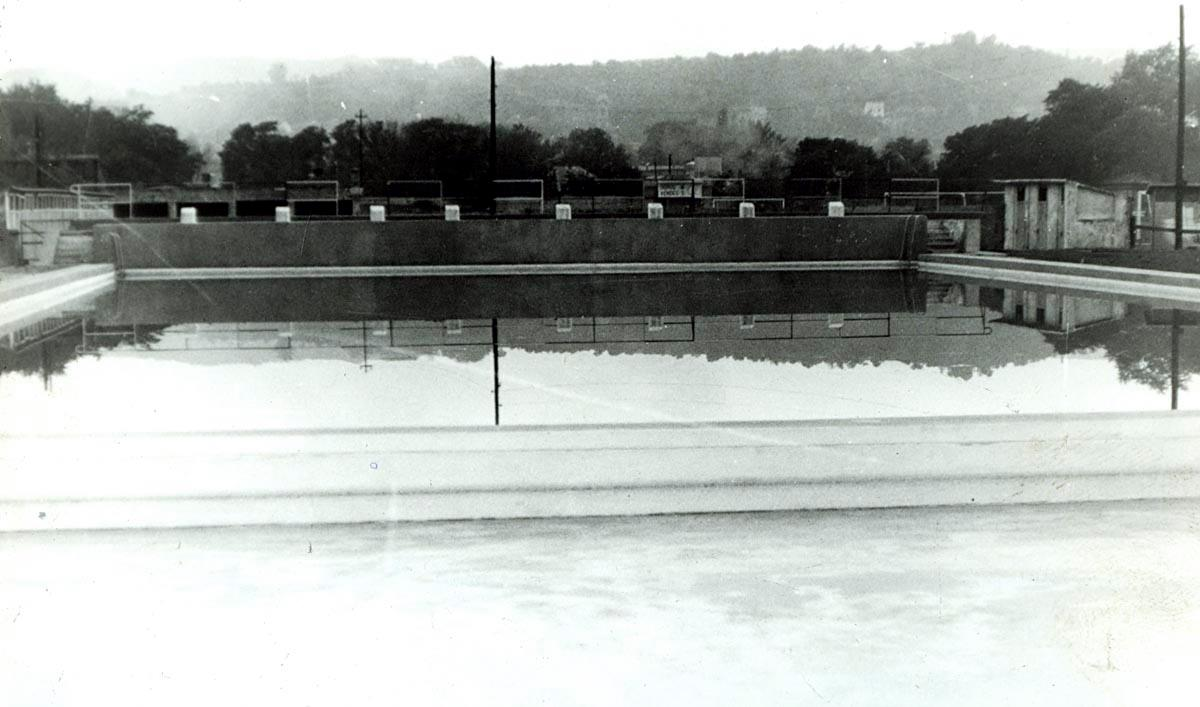
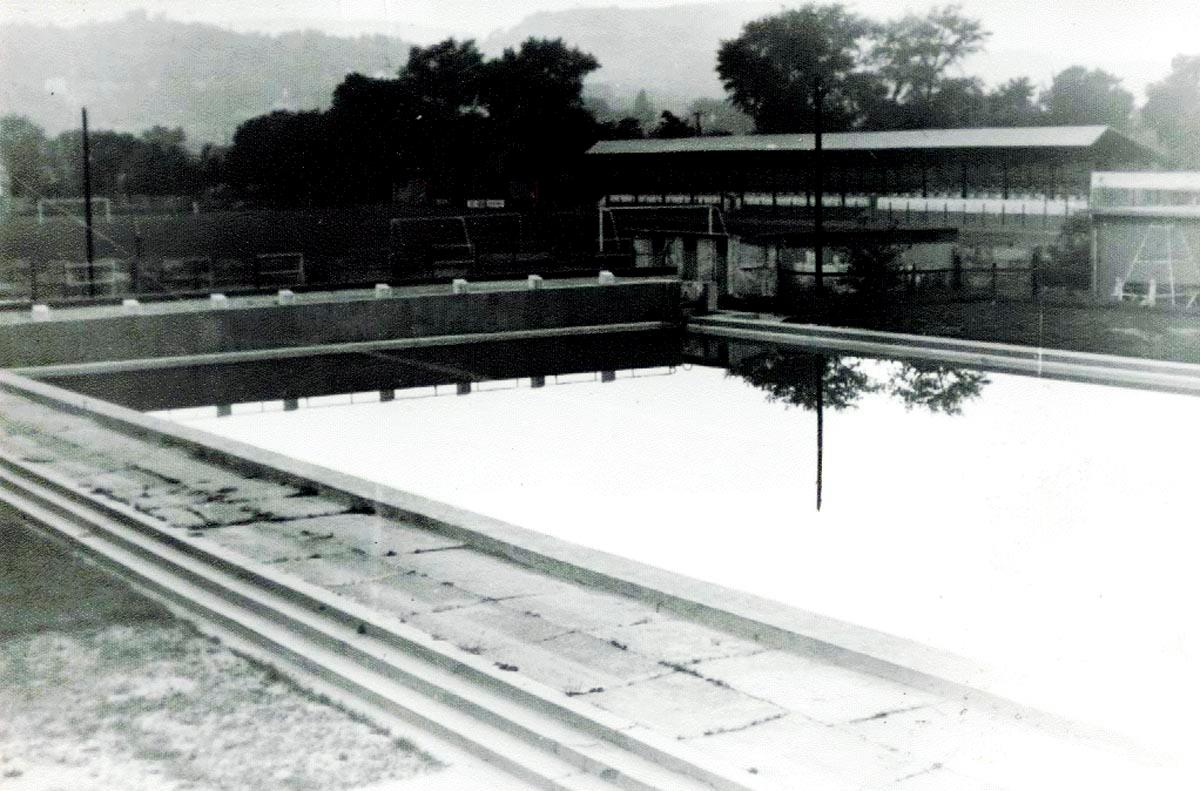
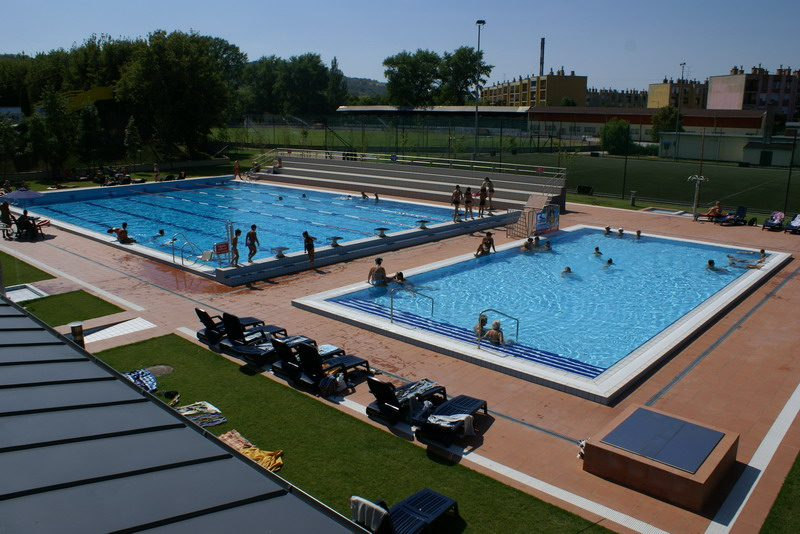
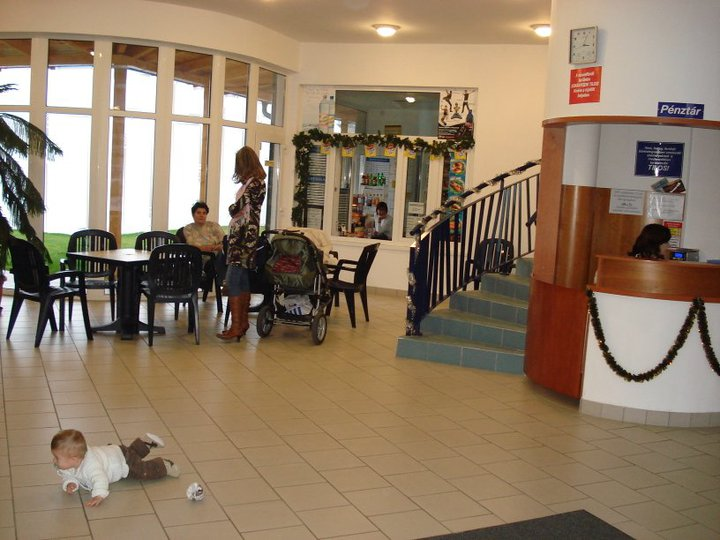
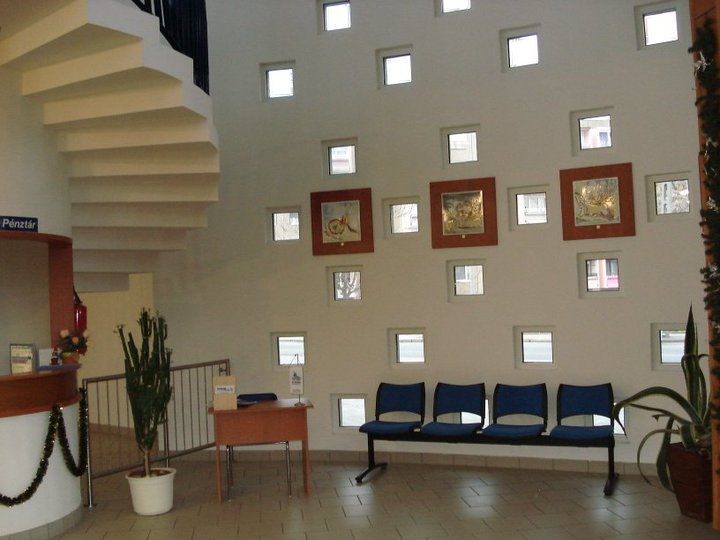
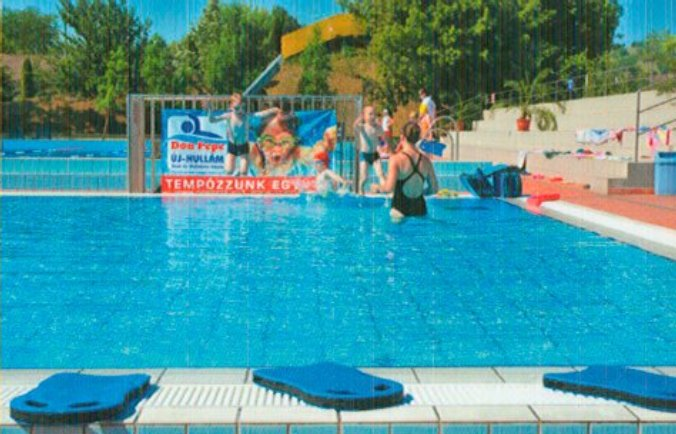
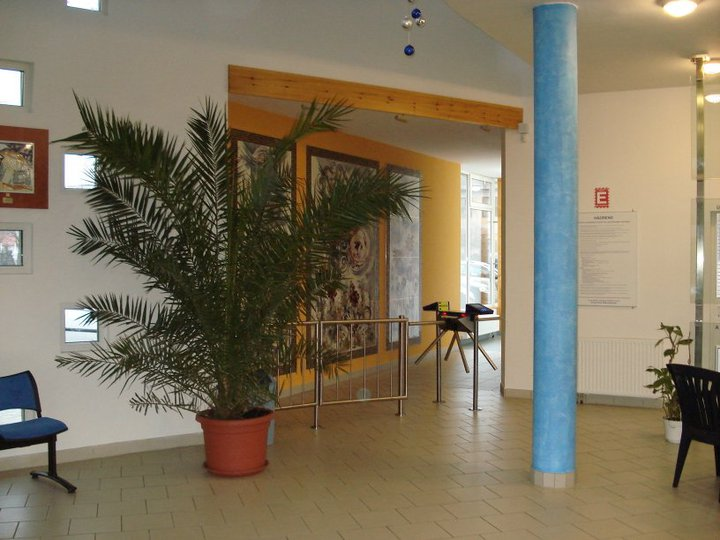
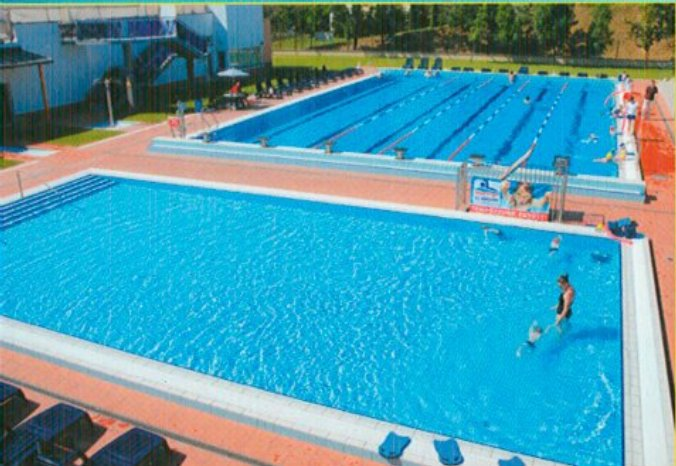
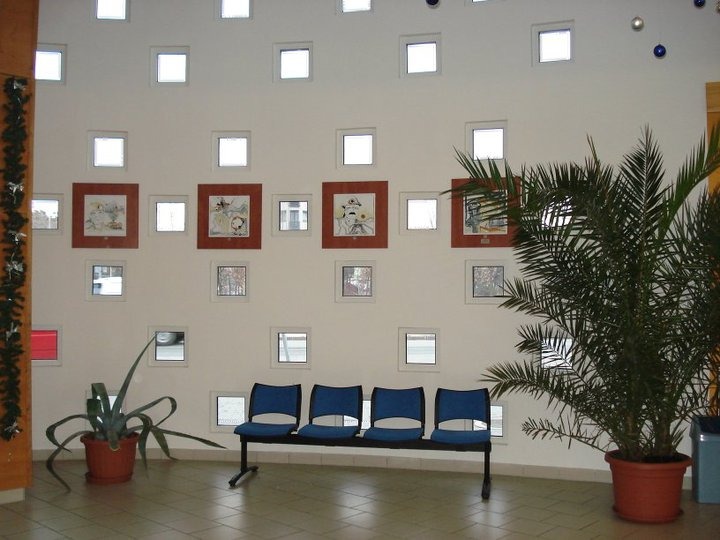

## Az uszoda paraméterei
Az uszodának egy 25×16 méteres és egy 16×8 méteres tanmedencéje van. A kiszolgáló épületben szauna, büfé, a tetején napozóterasz található még. Nyáron röplabda pálya is szolgálja a kikapcsolódást. A medencék a téli időszakban sátorborítást kapnak, így egész évben használhatók. A medencékben a víz hőmérséklete 26 °C fok, a sátor alatt a levegő hőmérséklete 30 °C fok. Az épületet és a medencéket mozgáskorlátozottak is könnyen megközelíthetik.